# إعجاز القرآن والبلاغة النبوية
إعجاز القرآن والبلاغة النبوية هو الجزء الثاني من كتاب «تاريخ آداب العرب» للمؤلف مصطفى صادق الرافعي، وقد صدرت طبعته الأولى باسم إعجاز القرآن والبلاغة النبوية عام 1928م.

## نبذة عن الكتاب
في هذا الكتاب تناول المؤلف إعجاز القرآن الكريم والبلاغة النبوية على ما كان مرجع أمره إلى اللغة في وضعها ونسقها والغاية منها أو إلى ما يتصل بجهة من هذه الجهات. ويعد هذا الكتاب مبحث من مباحث كتابه تاريخ آداب العرب، لكنّه أفرده فيما بعد وحده في كتاب منفصل أسماه إعجاز القرآن والبلاغة النبوية.